# Edifício Visotski
O Edifício Visotski (em russo: Высоцкий) é um arranha-céu localizado na cidade russa de Ecaterimburgo. É a estrutura mais alta do país fora de Moscou. Tem 188 metros de altura.